# Mille-feuille

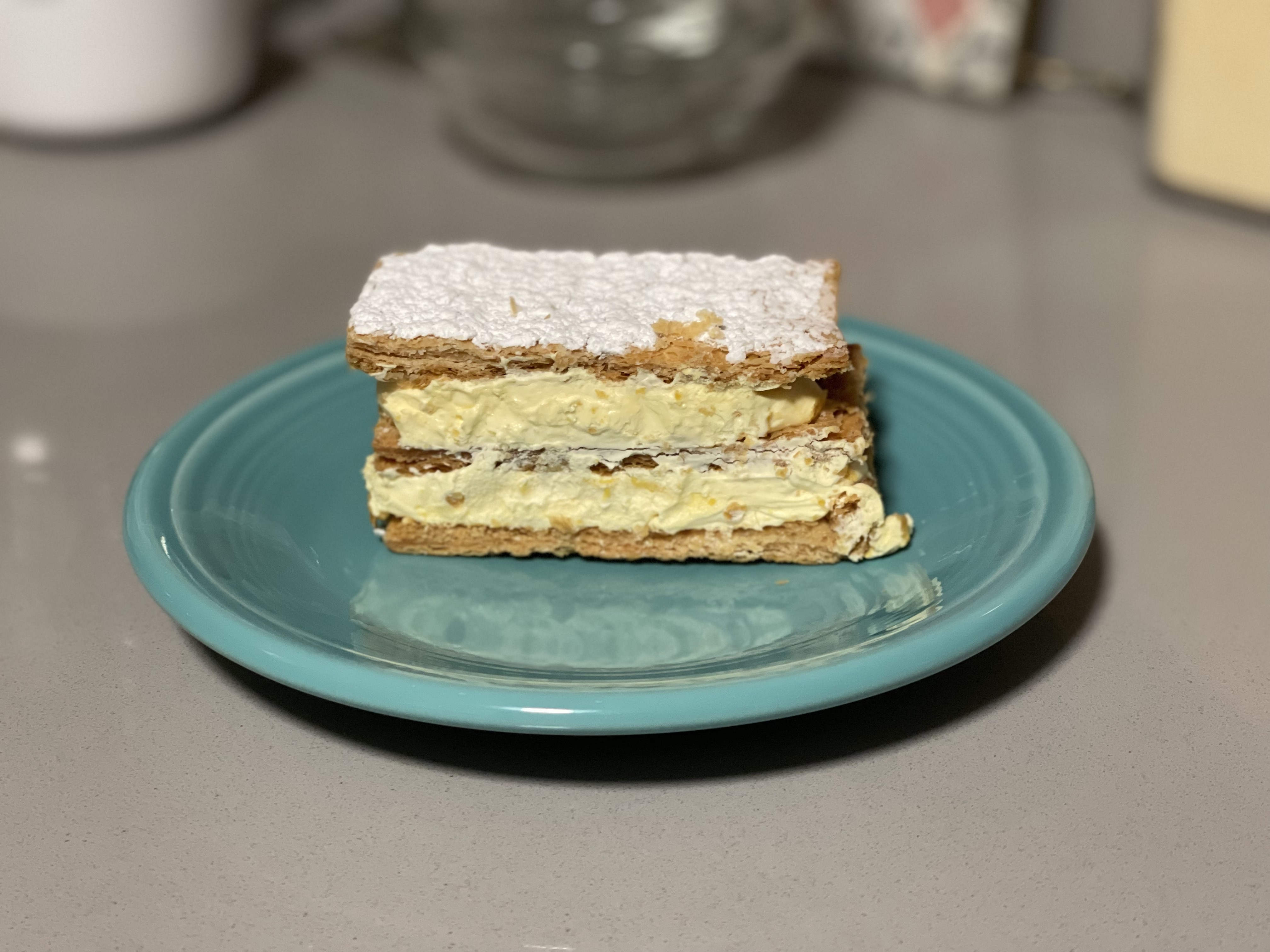
Bánh ngàn lớp Napoleon trên dĩa

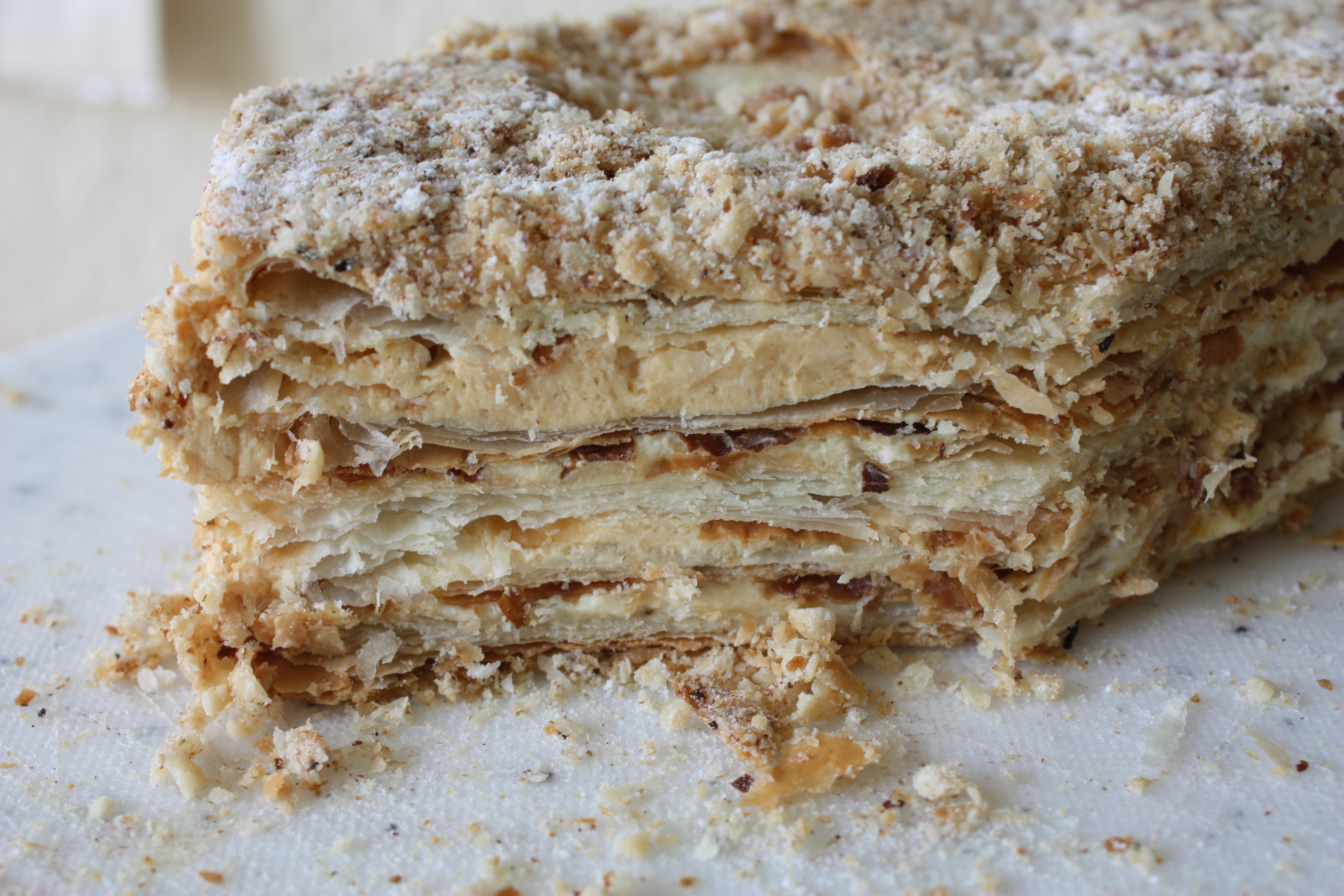
Kết cấu bánh ngàn lớp

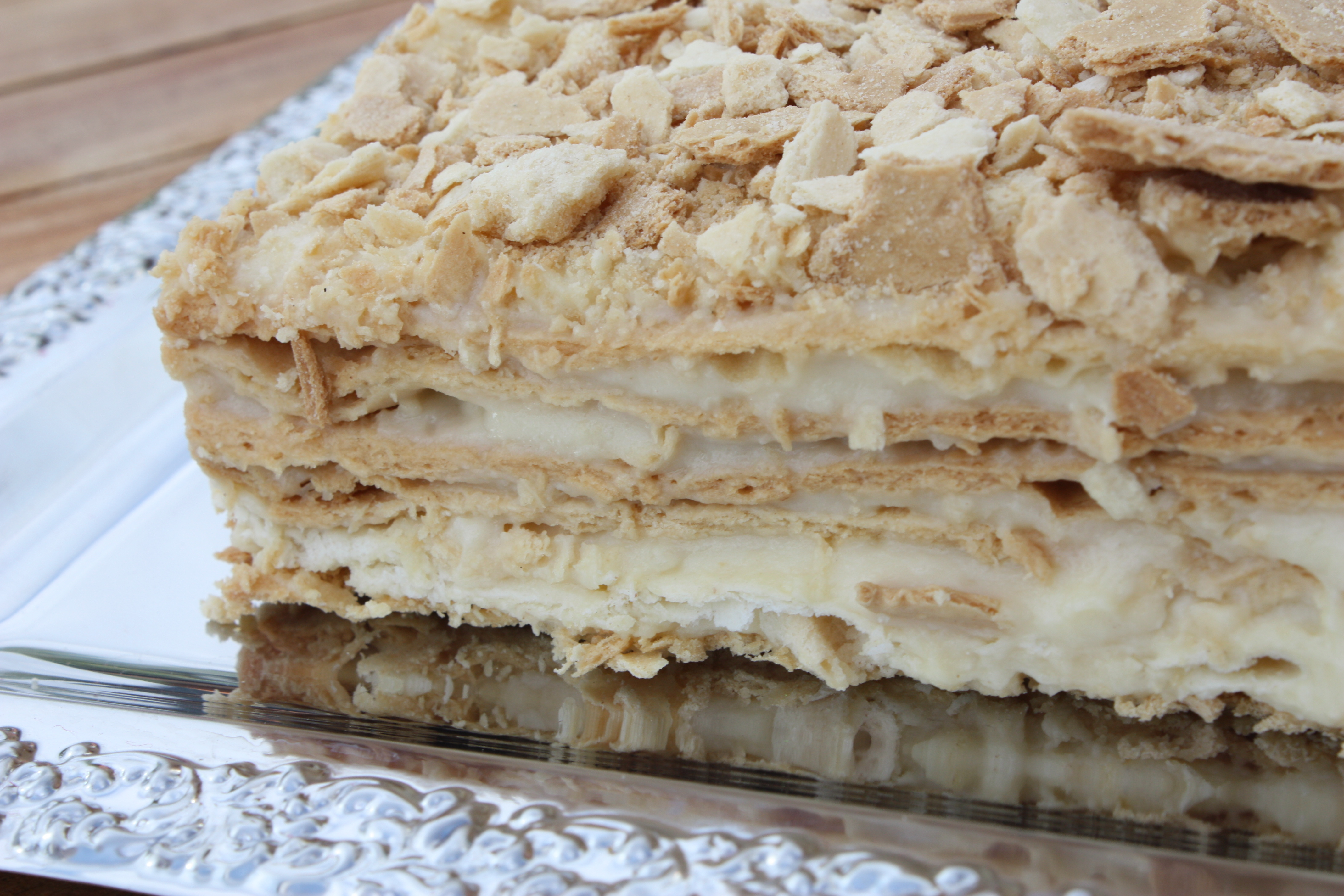
Kết cấu bánh ngàn lớp

Mille-feuille hay còn gọi là Bánh ngàn lớp hoặc bánh Napoleon (ở Bắc Mỹ và ở Nga) là một món tráng miệng có nguồn gốc từ ẩm thực Pháp được làm từ bột ngàn lớp phủ kem bánh ngọt. Hình dạng bề ngoài ngày nay của món tráng miệng này chịu ảnh hưởng từ những cải tiến của món Marie-Antoine Carême. Theo truyền thống thì bánh ngàn lớp được tạo thành từ ba lớp bột ngàn lớp (pâte feuilletée), xen kẽ với hai lớp kem bánh ngọt (Crème pâtissière). Lớp bánh ngọt trên cùng được hoàn thiện theo nhiều kiểu khác nhau như đôi khi được phủ kem tươi, hoặc có thể được rắc đường bột, ca cao, vụn bánh ngọt hoặc vụn hạnh nhân. Món tráng miệng này cũng có thể được tô điểm thêm bằng kem hoặc kem fondant riêng, hoặc điểm xuyết xen kẽ các sọc kem màu trắng (kem) và kem sô cô la hoặc các sọc kem màu khác, và kem vân đá để tạo hiệu ứng vân đá. Lần đầu tiên cái tên gọi Mille-feuille được nhắc đến là vào năm 1733 trong một cuốn sách dạy nấu ăn bằng tiếng Anh do đầu bếp người Pháp là Vincent La Chapelle viết ra. Theo truyền thống, một chiếc bánh ngàn lớp được làm từ ba lớp bánh phồng và hai lớp sữa trứng (Crème pâtissière). Lớp trên cùng được phủ một lớp đường bột. Trong các biến tấu sau này thì phần mặt trên được tráng bằng kem, xen kẽ các dải màu trắng (kem) và nâu (sô cô la), sau đó được trải chuốt công phu. Phần trên của bánh cũng thường được rắc phủ (topping) lên nhiều lớp trái cây, phổ biến nhất là dâu tây và mâm xôi. 
Bánh ngàn lớp cũng là món trứ danh trong nền ẩm thực của Nga. Trong văn học về ẩm thực Nga thì một chiếc bánh có tên là bánh ngàn lớp Napoleon (Наполеон) được nhắc đến lần đầu tiên vào nửa đầu thế kỷ XIX. Nhà nghiên cứu Alexander Bestuzhev đã giải thích sự xuất hiện của những cái tên gọi kiểu như vậy bằng tinh thần chủ nghĩa lãng mạn và chủ nghĩa lịch sử nghệ thuật của thời đại đó. Chiếc bánh này đã trở nên vô cùng phổ biến kể từ lễ kỷ niệm 100 năm chiến thắng của Nga trước Napoleon trong Chiến tranh yêu nước năm 1812. Trong lễ kỷ niệm năm 1912, những chiếc bánh ngọt hình tam giác được bán giống như bicorne. Nhiều lớp bánh tượng trưng cho La Grande Armée. Trên thực tế, bánh ngàn lớp "Napoleon" của Nga là một công thức xưa cũ được một đầu bếp bánh ngọt là Adrien Artigarrède tái hiện vào năm 1925. Ông đã thêm hạnh nhân từ Crimea và đường bột lên trên cùng (tượng trưng cho mùa đông Nga đầy băng tuyết, từng rất hữu ích cho người Nga trong việc đánh bại Napoleon). Sau đó, bánh đã trở thành món tráng miệng chuẩn trong ẩm thực Liên Xô. Ngày nay, Napoleon vẫn là một trong những loại bánh phổ biến nhất ở Nga và các nước hậu Xô Viết khác. Bánh ngàn lớp kiểu Nga thường có nhiều lớp hơn so với nguyên mẫu kiểu Pháp, nhưng lại có cùng kích cở về chiều cao.